# Робінс (Айова)
Робінс (англ. Robins) — місто (англ. city) в США, в окрузі Лінн штату Айова. Населення — 3353 особи (2020).

## Географія
Робінс розташований за координатами 42°4′43″ пн. ш. 91°40′26″ зх. д. / 42.07861° пн. ш. 91.67389° зх. д. (42.078745, -91.673969).  За даними Бюро перепису населення США в 2010 році місто мало площу 15,11 км², з яких 15,09 км² — суходіл та 0,02 км² — водойми.

## Демографія
Згідно з переписом 2010 року, у місті мешкали 3142 особи в 1034 домогосподарствах у складі 911 родини. Густота населення становила 208 осіб/км².  Було 1072 помешкання (71/км²).
Расовий склад населення:
| - 95,6 % — білих - 2,1 % — азіатів - 0,7 % — чорних або афроамериканців - 0,1 % — вихідців з тихоокеанських островів - 0,1 % — корінних американців |

До двох чи більше рас належало 1,0 %. Частка іспаномовних становила 1,3 % від усіх жителів.
За віковим діапазоном населення розподілялося таким чином: 31,1 % — особи молодші 18 років, 60,9 % — особи у віці 18—64 років, 8,0 % — особи у віці 65 років та старші. Медіана віку мешканця становила 39,1 року. На 100 осіб жіночої статі у місті припадало 104,6 чоловіків;  на 100 жінок у віці від 18 років та старших — 105,6 чоловіків також старших 18 років.
Середній дохід на одне домашнє господарство  становив 124 500 доларів США (медіана — 110 188), а середній дохід на одну сім'ю — 134 669 доларів (медіана — 121 818). Медіана доходів становила 91 281 долар для чоловіків та 50 844 долари для жінок. За межею бідності перебувало 0,7 % осіб, у тому числі 0,0 % дітей у віці до 18 років та 1,2 % осіб у віці 65 років та старших.
Цивільне працевлаштоване населення становило 1820 осіб. Основні галузі зайнятості: виробництво — 22,1 %, освіта, охорона здоров'я та соціальна допомога — 19,1 %, фінанси, страхування та нерухомість — 11,4 %, роздрібна торгівля — 10,5 %.